# Nanaloricus mysticus
A Nanaloricus mysticus a Páncélosférgek törzsének Nanaloricida rendjébe, ezen belül a Nanaloricidae családjába tartozó faj. A Nanaloricus nem típusfaja.

## Előfordulása
A Nanaloricus mysticus Franciaország tengerpartjának közelében található meg.

## Megjelenése
Fő jellemzője a táplálkozást szolgáló szalmakazalszerű függeléke. Táplálkozás közben a 0,5 milliméternél kisebb hím szájkúpja és feje, betüremkedik a hasi részbe. Az alig 0,25 milliméter hosszú lárva szabadon úszik és táplálkozik, míg a felnőtt állat helyhez kötött és élősködő életmódra utal. A lárvának két fő jellemzője van: az egyik a száj kúpja, amely a tüskés nyakszerű részben nyugszik, ha az állat pihen vagy menekül; a másik pedig a törzshöz csatolt gömbcsukló, amelyen egy pár lábujj ül. Ez utóbbi minden irányban foroghat. A homokban való mászáshoz, a lárva, a lábujjak mellett a testének közepén ülő három pár függeléket is felhasználja. Növekedése során többször is vedlik.

## Rokon faj
A Nanaloricus mysticus a Nanaloricus khaitatusszal Todaro & Kristensen, 1998 és a Nanaloricus gwenaeval Kristensen, Heiner & Higgins, 2007 együtt, alkotják a Nanaloricus nemet.